# Danny Van de Perre
Danny Van de Perre is een Belgisch voormalig rolschaatser.

## Levensloop
Op de Wereldspelen van 1981 in het Amerikaanse Santa Clara behaalde hij een bronzen medaille op de marathon en werd hij telkens vierde op de 10.000 en 20.000 meter, alsook zesde op de 5000 meter. Op de Wereldspelen van 1985 te Londen won hij bronzen medailles op de 10.000 en de 20.000 meter. Daarnaast won hij verschillende medailles op Europese en wereldkampioenschappen, zowel op de weg als op de piste.

## Palmares

### Weg
- Europese kampioenschappen
  - 1977 in het Italiaanse Emilia
    -  op de 10.000 meter

  - 1979 in het Belgische Leuven
    -  op de 5000 meter
    -  op de 20.000 meter

  - 1980 in het Britse Southampton
    -  op de 5000 meter
    -  op de 10.000 meter
    -  op de 20.000 meter aflossing

  - 1982 in het Italiaanse Jesi
    -  op de 5000 meter
    -  op de 10.000 meter

  - 1983 in het Italiaanse Cremona
    -  op de 5000 meter
    -  op de 10.000 meter aflossing
    -  op de 20.000 meter aflossing

  - 1984 in het Oostenrijkse Wenen
    -  op de 10.000 meter

  - 1985 in het Italiaanse Cassano d'Adda
    -  op de 5000 meter

  - 1986 in het Italiaanse Emilia
    -  op de 10.000 meter aflossing
- Wereldkampioenschappen
  - 1979 in het Italiaanse Como
    -  op de 10.000 meter
    -  op de 20.000 meter

  - 1981 in het Belgische Leuven
    -  op de 5000 meter
    -  op de 10.000 meter

  - 1982 in het Italiaanse Emilia
    -  op de 5000 meter

### Piste
- Europese kampioenschappen
  - 1979 in het Belgische Oostende
    -  op de 5000 meter
    -  op de 10.000 meter
    -  op de 20.000 meter aflossing

  - 1981 in het Italiaanse Pineto
    -  op de 20.000 meter aflossing

  - 1983 in het Italiaanse Cremona
    -  op de 5000 meter

  - 1985 in het Italiaanse Cassano D'Adda
    -  op de 10.000 meter aflossing

  - 1987 in het Belgische Oostende
    -  op de 5000 meter
    -  op de 10.000 meter aflossing

  - 1989 in het Portugese Madalena
    -  op de 10.000 meter aflossing
- Wereldkampioenschappen
  - 1985 in het Amerikaanse Colorado Springs
    -  op de 10.000 meter
- Wereldspelen
  - 1981 in het Amerikaanse Santa Clara
    -  marathon

  - 1985 in het Britse Londen
    -  op de 10.000 meter
    -  op de 20.000 meter